# Matilda (1996)
Matilda ist eine US-amerikanische Filmkomödie von Danny DeVito aus dem Jahr 1996. Sie ist eine Verfilmung des Romans Matilda von Roald Dahl aus dem Jahr 1988. In den Vereinigten Staaten kam der Film am 2. August 1996 in die Kinos, Premiere in Deutschland war am 20. März 1997.

## Handlung
Die kleine Matilda Wurmwald wird in eine Familie geboren, die für sie nicht unpassender sein könnte. Ihre Eltern Harry und Zinnia Wurmwald sind oberflächlich, an ihr völlig desinteressiert und lassen sie jeden Tag stundenlang alleine. Bereits mit vier Jahren bringt sie sich selbst Kochen und Lesen bei. Jedoch nehmen ihre Eltern ihre Begabung nicht wahr, da sie die ganze Zeit fernsehen, weshalb Matilda jeden Tag alleine und aus eigenem Antrieb in die Bibliothek geht. Dort entdeckt sie eine Vielzahl von Büchern für sich, unter anderem Moby Dick des Schriftstellers Herman Melville, Die Pickwickier von Charles Dickens sowie Wem die Stunde schlägt von Ernest Hemingway. Das Desinteresse von Harry und Zinnia an ihrer Tochter geht sogar so weit, dass sie Matildas Einschulung verpassen. Als Harry Matilda eines Abends zum Fernsehschauen „zwingt“, ist Matilda so angewidert davon, dass der Fernseher plötzlich explodiert. Matilda ist sich nicht sicher, ob sie selbst die Explosion durch die Kraft ihrer Gedanken verursacht hat. Am folgenden Tag kommt Harry in seinem Autohaus mit Fräulein Agatha Knüppelkuh ins Gespräch, der er ein günstiges, aber ziemlich kaputtes Auto verkauft. Im Gegenzug dafür verschafft Knüppelkuh Matilda einen Platz an der von ihr geleiteten Grundschule, worüber sich Matilda sehr freut.
Jedoch sieht Matilda gleich an ihrem ersten Schultag, wie die Direktorin Knüppelkuh ein Mädchen an seinen blonden Zöpfen durch die Luft schleudert, seitdem fürchtet sie sich vor ihr. Auch die Geschichten ihrer neuen Mitschülerinnen, zum Beispiel von Knüppelkuhs gefürchtetem „Luftabschneider“, in den sie Kinder stundenlang einsperrt, bereiten ihr immer mehr Sorge. Beim „Luftabschneider“ handelt es sich um eine kleine dunkle Kammer, an deren Innenwände riesige Nägel und andere spitze Gegenstände angebracht sind. Auch die Schulköchin ist nicht gerade kinderfreundlich, aber ihre Klassenlehrerin Florentine Honig ist, im Gegensatz zu der Direktorin, sehr nett und begeistert von Matildas umfassenden Kenntnissen. Ihren Vorschlag, Matilda in eine höhere Klasse zu versetzen, lehnt Knüppelkuh verächtlich ab. Knüppelkuh ist eine frühere Olympiateilnehmerin im Hammerwerfen und handelt stets nach ihrem Motto „Wenn du zum Kinde gehst, vergiss die Peitsche nicht“ (ursprünglich ein Zitat aus Friedrich Nietzsches Also sprach Zarathustra, das sich aber auf Frauen bezieht). So wirft sie Kinder zur Strafe aus dem Fenster und zwingt einen übergewichtigen Jungen, der angeblich etwas von ihrem Kuchen gestohlen hat, vor der gesamten Schule einen ganzen Schokokuchen aufzuessen. Als das Auto, das sie von Harry gekauft hat, vollends kaputt geht, lässt sie ihren Zorn an Matilda aus und sperrt sie in den Luftabschneider.
Fräulein Honig befreit sie, was Knüppelkuh noch mehr ärgert. Als sie anschließend Matilda vor versammelter Klasse anschreit und schikaniert, bringt diese durch ihre Geisteskraft ein Glas mit einem Molch zum Umfallen – vor dem sich Knüppelkuh fürchtet. Matilda möchte Fräulein Honig ihre Tat erklären, die sie zwar bestärkt, an sich selbst zu glauben, Matildas übernatürliche Geisteskräfte aber als kindliches Hirngespinst ansieht. Zwischen den beiden entwickelt sich eine Freundschaft, in der Fräulein Honig Matilda von ihrem dunklen Geheimnis erzählt: Ihr Vater Magnus war ein wohlhabender Arzt, der starb, als sie fünf Jahre alt war. Es gibt Andeutungen, dass Knüppelkuh Magnus umgebracht hat, um an das Haus und das Geld zu kommen. Zuvor war bereits Fräulein Honigs Mutter gestorben, was ihren Vater dazu veranlasst hatte, deren Stiefschwester als Erzieherin für sie einzustellen – Agatha Knüppelkuh. Nach seinem Tod war Fräulein Honig den Schikanen ihrer Tante völlig ausgeliefert, bis sie endlich ausziehen konnte. Daraufhin beschließt Matilda, ihr zu helfen.
Sie lernt ihre telekinetischen Fähigkeiten zu steuern und gezielt einzusetzen. So holt sie zuerst einige persönliche Gegenstände aus Knüppelkuhs Haus, das rechtmäßig Fräulein Honig gehört. Am Tag darauf benutzt sie ihre Kräfte, um Knüppelkuh von der Schule zu vertreiben. Daraufhin wird Fräulein Honig Direktorin und zieht wieder in das Haus ihrer Eltern. Weil Harry mit illegalen und gestohlenen Auto-Ersatzteilen gehandelt hat, muss die Familie vor der Polizei ins Ausland flüchten. Da aber Matilda unter allen Umständen bei ihrer Lehrerin bleiben möchte, lässt sie von ihren Eltern die von Mathilda bereits im Kindesalter ausgedruckten und kopierten Adoptionspapiere zugunsten von Fräulein Honig unterschreiben und lebt fortan bei ihr. So bekommen beide die Familie, die sie sich immer gewünscht haben.

## Kritiken
Susan Wloszczyna lobte in der USA Today die Besetzung von Mara Wilson.
Roger Ebert schrieb in der Chicago Sun-Times, dass Danny DeVito als Regisseur auf derselben Wellenlänge wie der Autor der Romanvorlage gelegen habe, als er seine makabre Vision filmte. Der Film sei aber auch amüsant.

„DeVito, seit Der Rosen-Krieg längst auch hinter der Kamera eine Macht, weiß mit Roald Dahls berühmter Romanvorlage hervorragend umzugehen: Seine Leinwand-Version des surrealen Märchens ist handwerklich auf höchstem Niveau und prall gefüllt mit phantastisch-originellen Ideen.“

„Nach einem Kinderbuch von Roald Dahl in etwas uneinheitlichem Stil zwischen böser Karikatur und heiterer Märchenhaftigkeit verfilmt. Die makabren Szenen mit der monsterhaften Schuldirektorin überfordern jüngere Kinder.“

## Auszeichnungen
- Publikumspreis des Festivals Cinekid für Danny DeVito 1996
- Starboy Award für Danny DeVito 1997
- Nominierung für den Golden Satellite Award für Danny DeVito 1997
- Nominierungen für den Young Artist Award für Mara Wilson und Kira Spencer Hesser 1997
- YoungStar Award für Mara Wilson 1997
- Nominierung für den Saturn Award für Mara Wilson 1997

## Synchronisation
Die deutsche Synchronisation erfolgte bei der Hermes Synchron GmbH in Potsdam unter der Synchronregie und nach einem Dialogbuch von Andreas Pollak.
| Schauspieler        | Rolle                       | Deutsche Stimme:      |
| ------------------- | --------------------------- | --------------------- |
| Mara Wilson         | Matilda Wurmwald            | Oona Plany            |
| Embeth Davidtz      | Fräulein Honig              | Susanna Bonasewicz    |
| Pam Ferris          | Agatha Knüppelkuh           | Evelyn Meyka          |
| Danny DeVito        | Harry Wurmwald              | Klaus Sonnenschein    |
| Marion Dugan        | Köchin                      | Barbara Ratthey       |
| Rhea Perlman        | Zinnia Wurmwald             | Margot Rothweiler     |
| Jacqueline Steiger  | Amanda Thripp               | Julia Kaufmann        |
| Jimmy Karz          | Benno Breikopp              | Konrad Bösherz        |
| Paul Reubens        | FBI-Agent Bob               | Santiago Ziesmer      |
| Jean Speegle Howard | Bibliothekarin              | Maresi Bischoff-Hanft |
| Kira Spencer Hesser | Hortensia                   | Maria Koschny         |
| Brian Levinson      | Michael Wurmwald            | Robert Stadlober      |
| Jon Lovitz          | Gameshow-Moderator „Mickey“ | Eberhard Prüter       |